# Championnat d'Arabie saoudite de football 2020-2021
Navigation
Saison précédente Saison suivante
La saison 2020-2021 du championnat d'Arabie saoudite de football est la quarante-cinquième édition du championnat de première division en Arabie saoudite. La Premier League regroupe les seize meilleurs clubs du pays au sein d'une poule unique, où ils s'affrontent deux fois au cours de la saison, à domicile et à l'extérieur. À la fin de la compétition, les trois derniers du classement sont relégués et remplacés par les trois meilleurs de la deuxième division.

## Qualifications continentales
Quatre places qualificatives pour la Ligue des champions sont attribuées : trois pour les trois premiers au classement à l'issue du championnat, et une pour le vainqueur de la Kings Cup. Si le vainqueur de la Kings Cup s'est classé parmi les trois premiers du championnat, c'est le 4e au classement qui obtient son billet pour la Ligue des champions. 

## Déroulement de la saison
La saison démarre le 17 octobre 2020, en raison de la pandémie de Covid-19 la saison précédente avait été interrompue et repoussée.

## Équipes

### Clubs participants
- Al-Nassr FC
- Al-Hilal FC
- Al-Ahli SC
- Al-Ittihad Club
- Al-Fateh FC
- Al-Taawoun FC
- Al-Batin Football Club  - Promu de D2
- Abha Club
- Al-Faisaly FC
- Al-Shabab FC
- Damac FC
- Al-Raed FC
- Al-Ettifaq FC
- Al-Qadisiya Al-Khubar  - Promu de D2
- Al Wehda
- Al-Aïn Football Club  - Promu de D2

### Joueurs étrangers
Le nombre de joueurs étrangers est de 7 par équipes.

## Compétition

### Classement
| Rang | Équipe                  | Pts | J  | G  | N  | P  | Bp | Bc | Diff |
| ---- | ----------------------- | --- | -- | -- | -- | -- | -- | -- | ---- |
| 1    | Al-Hilal FC T           | 61  | 30 | 18 | 7  | 5  | 60 | 33 | +27  |
| 2    | Al-Shabab Riyad         | 57  | 30 | 17 | 6  | 7  | 68 | 43 | +25  |
| 3    | Ittihad FC              | 56  | 30 | 15 | 11 | 4  | 45 | 29 | +16  |
| 4    | Al-Taawoun              | 47  | 30 | 13 | 8  | 9  | 42 | 30 | +12  |
| 5    | Ettifaq FC              | 47  | 30 | 14 | 11 | 5  | 50 | 48 | +2   |
| 6    | Al-Nasr Riyad           | 46  | 30 | 13 | 7  | 10 | 53 | 40 | +13  |
| 7    | Al-Fateh                | 42  | 30 | 12 | 6  | 12 | 55 | 55 | 0    |
| 8    | Al Ahli                 | 39  | 30 | 11 | 6  | 13 | 44 | 56 | -12  |
| 9    | Al Faisaly C            | 36  | 30 | 9  | 9  | 12 | 42 | 47 | -5   |
| 10   | Al-Raed                 | 36  | 30 | 10 | 6  | 14 | 44 | 47 | -3   |
| 11   | Damac FC                | 36  | 30 | 9  | 9  | 12 | 43 | 48 | -5   |
| 12   | Al-Batin Football ClubP | 36  | 30 | 9  | 9  | 12 | 43 | 55 | -12  |
| 13   | Abha Club               | 36  | 30 | 10 | 6  | 14 | 42 | 50 | -8   |
| 14   | Al-Qadisiya Al-KhubarP  | 35  | 30 | 8  | 11 | 11 | 41 | 47 | -6   |
| 15   | Al Wehda                | 32  | 30 | 9  | 5  | 16 | 40 | 60 | -20  |
| 16   | Al-Aïn Football ClubP   | 20  | 30 | 5  | 5  | 20 | 34 | 64 | -30  |

|  | Qualification pour la Ligue des champions de l'AFC 2022                               |
|  | Qualification pour le tour préliminaire de la Ligue des champions de l'AFC 2022       |
|  | Relégation en deuxième division                                                       |
|  | T : Tenant du titre C : Vainqueur de la Kings Cup 2021 P : Promu de deuxième division |

## Bilan de la saison
| Championnat d'Arabie saoudite de football 2020-2021 |                         |
| Champion                                            | Al-Hilal FC (17e titre) |
| Coupes et trophées                                  |                         |
| Vainqueur de la Kings Cup                           | Al Faisaly              |
| Qualifications continentales                        |                         |
| Ligue des champions de l'AFC 2022                   | Al-Hilal FC             |
| Ligue des champions de l'AFC 2022                   | Al-Shabab FC            |
| Ligue des champions de l'AFC 2022                   | Ittihad FC              |
| Ligue des champions de l'AFC 2022                   | Al-Faisaly Club         |
| Coupe du golfe des clubs champions 2021-2022        |                         |
| Promotions et relégations                           |                         |
| Promus en Premier League                            | Al-Hazm Rass            |
| Promus en Premier League                            | Al-Fayha Football Club  |
| Promus en Premier League                            | Al Ta'ee Ha'il          |
| Relégués en First Division                          | Al-Qadisiya Al-Khubar   |
| Relégués en First Division                          | Al Wehda                |
| Relégués en First Division                          | Al-Aïn Football Club    |